# Ottomar Elliger I

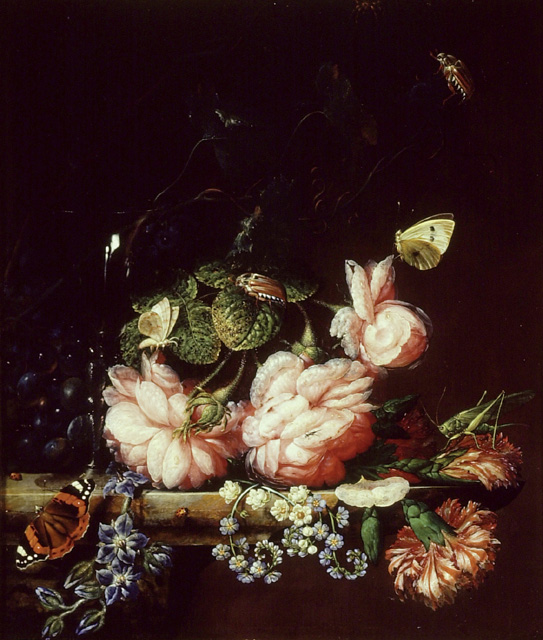
Bloemstilleven (Ottomar Elliger (I), 1666-1679)

Ottomar Elliger (Kopenhagen, 18 september 1633 – Berlijn, begraven op 31 december 1679) was een kunstschilder van voornamelijk stillevens.
Houbraken vermeldt dat hij in Göteborg, Zweden was geboren, maar volgens zijn eigen opgave bij zijn huwelijk kwam zijn vader uit Noorwegen en was hijzelf afkomstig uit Kopenhagen.  Hij werd opgeleid in Antwerpen door Daniël Seghers. Zijn vroegst gedateerde werk is uit 1653.
In 1654 schilderde hij in Kopenhagen een portret van koning Frederik III. In 1660 verhuisde hij naar Amsterdam, waar hij op 12 maart 1660 trouwde met de zus van de schilder Jacob van Walscapelle . 
In 1662 verbleef Elliger kort in Dordrecht, waar hij optrad als getuige. Hij keerde terug naar Amsterdam, en bleef daar tot 1663. Vervolgens verhuisde hij naar Hamburg, waar zijn zoon in 1666 werd geboren.
In 1669 verhuisde hij naar Berlijn. Hij werd naar het Berlijnse hof gehaald door Friedrich Wilhelm von Brandenburg, en bleef er tot zijn dood werken.
Ottomar Elliger leerde zowel zijn zoon Ottomar Elliger II als Hermanus Noordkerk het schildersvak. Hij werd sterk beïnvloed door de werken van Jan Davidsz. de Heem en volgde de stijl van Willem Kalf na in zijn eigen schilderkunst.